# 桂林高新技术产业开发区
桂林国家高新技术产业开发区是中国广西壮族自治区桂林市下辖的一个经济开发区，紧邻漓江，成立于1988年5月。1991年3月被国务院批准为第一批国家级高新区，同时也是广西壮族自治区第一个国家级高新技术产业开发区，总面积97平方公里。
截止2006年8月，已拥有各类企业1000多家，其中高新技术企业196家，三资企业300多家。美国、英国、法国、芬兰、韩国、日本、澳大利亚等国家及港台地区的客商在桂林国家高新区创办了外资企业，世界著名的诺基亚公司、NEC公司在中国大陆创办的第一家生产性企业就建在桂林国家高新技术产业开发区。累计实施高新技术项目1300多项，其中国家级火炬项目135项，开发自主知识产权产品682个，拥有国际唯一产品7个，国内唯一产品45个。初步形成了电子信息、生物医药、光机电一体化、新材料、环境保护等主要产业，其中电子信息产业占广西总量的2/3以上。

## 位置
桂林市位于广西壮族自治区的东北部，处在华南经济圈、华中经济圈、西南经济圈的结合部，属于国家西部大开发地区。桂林市向东可以接受粤、港、澳、台地区先进的经济、科技辐射，向西可以将产业、产品、技术向西南地区扩散。桂林也是中国—东盟自由贸易区的中国西南大门，是中国企业进军东盟的“桥头堡”。中国—东盟自由贸易区博览会永久落户广西，必将使桂林国家高新技术产业开发区在中国与东盟国家的合作中发挥重要作用。

## 交通
桂林国家高新技术产业区交通便利，桂林两江国际机场开通了近60条国际、国内航线，可直达日本、韩国、泰国、新加坡、香港、澳门等地；高速公路四通八达，通过桂梧高速公路抵达广州仅需5个多小时。